# Scenopoeetes dentirostris
El pergolero dentado (Scenopoeetes dentirostris) es una especie de ave paseriforme de la familia Ptilonorhynchidae propia de Australia. Es el único miembro del género Scenopoeetes.

## Descripción
Es un ave de porte mediano, mide unos 27 cm de largo, de aspecto macizo y tono marrón oliva en su dorso, sus partes inferiores son de un tono ocre blancuzco moteado, sus patas son grises, el iris marrón y posee un distintivo pico que se asemeja a un diente. Ambos sexos son similares, pero la hembra es un poco más pequeña que el macho. 

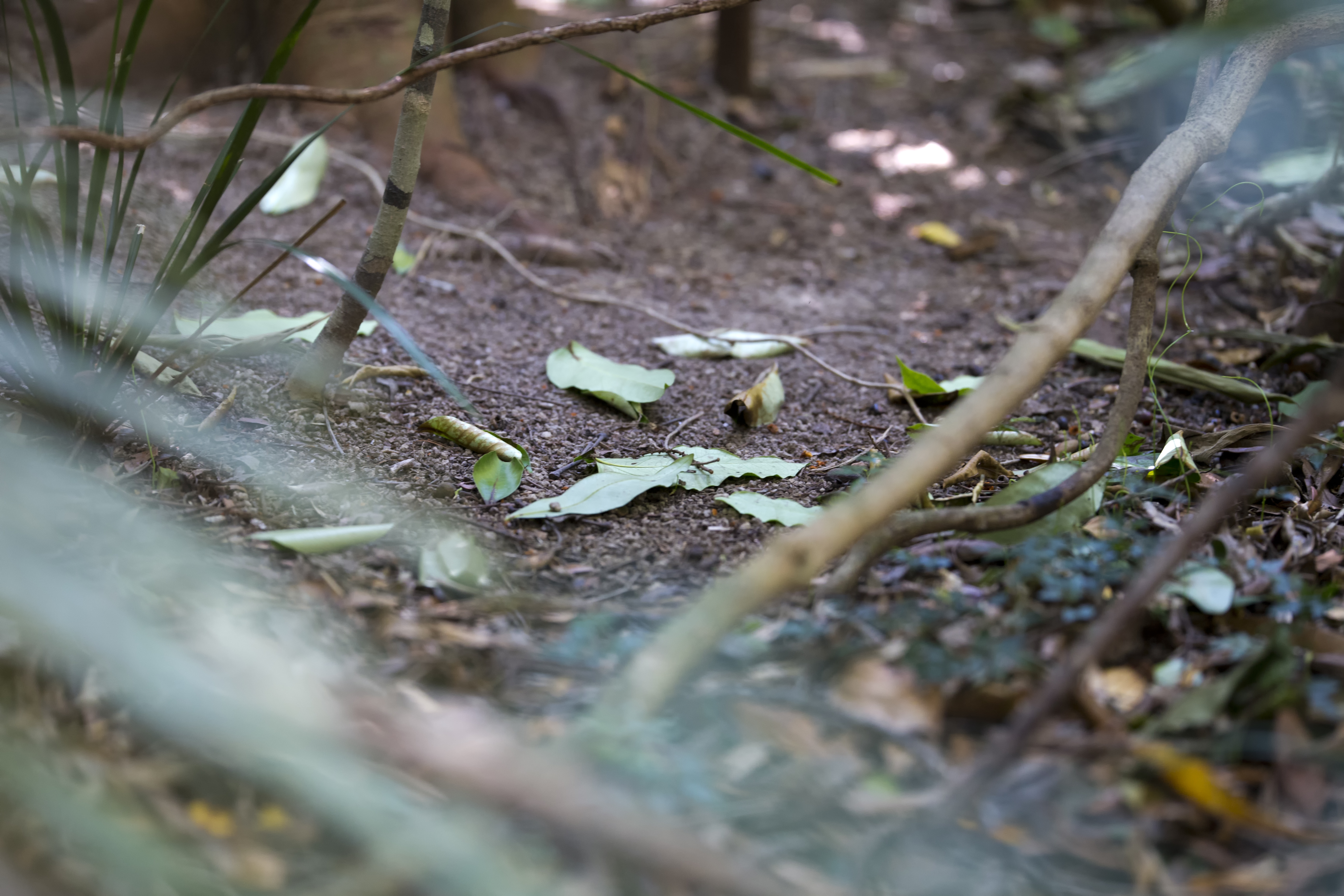
El escenario para la exhibición de cortejo.

El macho es polígamo y construye un escenario para realizar su exhibición de cortejo, decorado con hojas verdes frescas las que dispone con su parte pálida inferior orientada hacia arriba. El macho recolecta las hojas masticando el peciolo de la hoja y quita las hojas viejas del escenario. El escenario es una zona despejada en el bosque que posee por lo menos un tronco de árbol que utiliza el macho para posarse. Cuando una hembra se aproxima el macho desciende a nivel del suelo y realiza su exhibición de cortejo.
Su dieta consiste principalmente de frutos y hojas tiernas de los árboles del bosque.

## Distribución y hábitat
Es un ave endémica de Australia, habita en los bosques montanos del noreste de Queensland. Es una especie común en la zona limitada en que habita, esta clasificado como una especie de preocupación menor en la Lista Roja de IUCN de Especies Amenazadas.